# Ghazni (distrikt)
Ghazni är ett distrikt i Afghanistan. Det ligger i provinsen Ghazni, i den centrala delen av landet, 130 km sydväst om huvudstaden Kabul. Administrativt centrum är provinshuvudstaden Ghazni.
Distriktet beräknades år 2022 ha cirka 194 000 invånare.